# Дэн Сяоман
Дэн Сяоман (кит. упр. 邓晓芒, пиньинь Dèng Xiǎománg) — известный китайский специалист в области философии и эстетики, критик. Профессор кафедры философии и директор Центра немецкой философии Хуачжунского университета науки и техники в Ухане, по совместительству заслуженный профессор и заведующий кафедрой немецкой философии и культуры Университета Хубэй, главный редактор журнала «Немецкая философия» и исполнительный директор Китайского общества по истории зарубежной философии.

## Работы

### Сочинения
- «Сибиан де жангли: Хеигёер бианженгфа хинтан»/«Преодоление спекуляций — новые исследования диалектики Гегеля» (кит. трад. 思辨的張力: 黑格爾辯證法新探, упр. 思辨的张力: 黑格尔辩证法新探), 1992
- «Линхунь чжи люй»/«Путешествие души» (кит. трад. 靈魂之旅, упр. 灵魂之旅), 1998
- «Синь Пипань Чжуи»/«Новая критика» (кит. трад. 新批判主義, упр. 新批判主义), 2001
- «Пайхуай цзай сысян дэ милинь ли»/«Странствия в чащобе мыслей» (кит. трад. 徜徉在思想的密林裏, упр. 徜徉在思想的密林里), 2005
- «Чжун си вэньхуа бицзяо шии цзян»/«Одиннадцать лекций о культурном сравнении Китая и Запада» (кит. трад. 中西文化比較十一講, упр. 中西文化比较十一讲), 2007
- «Жэньлунь сань ти»/«Три вопроса о человеке» (кит. трад. 人論三題, упр. 人论三题), 2008
- «Жэнь чжи цзин»/«Зеркало человека» (кит. трад. 人之鏡, упр. 人之镜), 2009
- «Лин чжи у»/«Танец духа» (кит. трад. 靈之舞, упр. 灵之舞), 2009
- «Чуньцуй лисин пипань цзюйду»/«Комментарий к «Критике чистого разума» Канта» (кит. трад. 純粹理性批判句讀, упр. 纯粹理性批判句读), 2010
- «Даодэ синьэршан сюэ дяньцзи цзюйду»/«Комментарий к «Основам метафизики морали» Канта» (кит. трад. 康德道德形而上學奠基句讀, упр. 康德道德形而上学奠基句读), 2012
- «Хэйгээр «цзиншэнь сяньсянсюэ» цзюйду»/«Комментарий к «Феноменологии духа» Гегеля» (кит. трад. 黑格爾《精神現象學》句讀, упр. 黑格尔《精神现象学》句读), 2014
- «Чжэсюэ цибу»/«Начиная с философии» (кит. трад. 哲學起步, упр. 哲学起步), 2017
- «Лунь кандэ чжэсюэ дуй жуцзя луньли дэ цзюшу»/«Обсуждение кантовской философии как спасительной для конфуцианской этики» (кит. трад. 論康德哲學對儒家倫理的救贖, упр. 论康德哲学对儒家伦理的救赎), 2018
- «Кандэ «Шицзянь лисин пипань» Цзюйду»/«Комментарий к «Критике практического разума» Канта» (кит. трад. 康德《實踐理性批判》句讀, упр. 康德《实践理性批判》句读), 2019

### Переводы
Дэн Сяоман переводит произведения Канта на китайский язык.
«Критика чистого разума»
«Критика практического разума»
«Критика суждения»